# REC (film, 2007)
REC nebo také [Rec] je španělský hororový film z roku 2007, jehož režiséry jsou Jaume Balagueró a Paco Plaza. Film, ač s délkou 1h a 15 minut, se dočkal velkého úspěchu jak ve Španělsku, tak i v zahraničí.

## Děj

### Stručně
Mladá televizní reportérka Ángela Vidalová pořádá reportáž z hasičské stanice pro pořad ,,Zatím co vy spíte´´. Její hlavní prioritou je také výjezd, což se později také stane a jede s hasiči do činžovního domu, odkud znělo hlášení. Ovšem neví o nebezpečné infekci, která se v domě skrývá a která se po celém domě, izolovaného armádou, rozšíří. Začíná krutý boj o život.

### Celý
Mladá televizní reportérka Ángela Vidalová pořádá reportáž z hasičské stanice pro pořad ,,Zatím co vy spíte´´. Zanedlouho se však účastní také hasičského výjezdu s hasiči Manu a Alexem, který byl od začátku pro ní hlavní prioritou. Jede s hasiči do starého činžovního domu, odkud bylo hlášení o podivně chovající se ženě v jejím zamčeném bytě. Tu se snaží policisté uklidňovat až žena pokouše jednoho z policistů. Když se zraněného snaží přemístit ven z domu, zjistí, že armáda celý dům uzavřela a uvalila pod karanténu. Nikdo nemá tušení co se děje, jsou jen informováni zvenčí, že je to pro jejich bezpečnost. Policista je pokousán a do toho všeho z třetího patra spadne Alex, který je vážně zraněn. Za příčinou se vydají Manu a jiný policista a s nimi společně Ángela a její kameraman. Žena, která policistu pokousala, napadne i jinou obyvatelku domu a následně je zastřelena.
Po šoku se Manu pokusí najít cestu z domu ven, ale je zvenčí zadržen policií, která to izolovaným lidí nedovolí. Zkusí jim pomoct Guillem, lékař a správce domu, který ví o místě, odkud skočit na dvůr, ale tam jim to policie také nedovolí a dojde ke konfliktu s policistou Jovenem, o němž mají ostatní pochyby, že o celé akci věděl. Vše se s poklidem vyřeší, Ángela udělá reportáž s páru obyvateli domu. Později jsou informováni, že do domu přijde hygienik s tím, že hrozí, že v domě je infekce. Ángela a kameraman chtějí vše, co má hygienik v plánu, natáčet.
Ležící ranění jsou připoutaní a je jim podaná injekce. Zanedlouho ale jeden z nich napadne Guillema a všichni jsou nuceni opustit místnost. Guillem je pokousán a všichni vyžadují od hygienika vysvětlení. Dozví se, že hygiena dostala zprávu od jednoho veterináře, který měl případ psa nakaženého neznámou infekcí. Bylo v kómatu a po chvíli začalo napadat všechny ostatní zvířata. Bylo utraceno a identifikační čip je dovedl do onoho domu. Ukázalo se, že pes patřil malé holce Jennifer a matce, která tvrdí, že její holčička má pouze horečku, což se později projeví jako nákaza a matka je pokousána. Jennifer utekla a Joven s Manu musí holčičku chytit a dát ji injekci. Holčičku našli, zároveň si všimnou, že zastřelená žena zmizela. Joven je později pokousán a Manu s kameramanem utíkají pryč. Nakažený Guillem se snaží přes roletu vedoucí do haly s ostatními dostat s druhým pokousaným policistou. Matka Jennifer je připoutána a Ángela se jí snaží odpoutat. Není čas a nakažení se dostávají do haly. Všichni utíkají do bytu, včetně Ángely.
V bytě se také nachází hygienik, od kterého se dozví, že ho pokousali. César, obyvatel domu, má možná tušení, jak se z budovy dostat. Stihne jim pouze sdělit, že do kanalizace vedou pancéřové dveře, pro které je potřeba klíč. Hygienik ho ale pokouše a Manu, Ángela a kameraman zůstanou sami. Po chvilce přemýšlení, jak najít správcův byt je napadnou schránky s čísly bytů a jmenovkami. Během toho si všimnou nakažené matky, přes kterou se naštěstí dostanou. Během cesty po schodech je napadnou další dva nakažení. Ángela se dostala do správcova bytu, kde chvíli hledá dané klíče, které nakonec našla a běží pro Manu, který měl na ně před bytem čekat, ale zjistí, že je už také nakažený. Ángela tedy sama s kameramanem utíká do podkroví, během čehož je nakažení honí. Do bytu se ještě stihnou schovat.
V bytě je ale tma a po rozsvícení osvětlení kamery si povšimnou několika článků a fotek v nich, což Ángelu děsí. Pojednávají o jakési portugalské holčičce Tristaně Medeiros, která je posedlá. Majitel bytu, který v bytě dlouho nebyl, měl podezření o nebezpečném viru, který byl vážným případem související s démonickou posedlostí. Objeví také audionahrávky, kde se majitel k viru vyjadřuje. Ángela je náhle vyděšena prudkým otevřením dvířek na půdu, kde se kameraman pokusí kameru strčit a podívat se, co tam je. Do kamery ale uhodilo jakési zkrvavené dítě, díky čemuž se světlo rozbije a Pablo je nucen použít noční režim. Ángelu, vyděšenou k smrti, Pablo uklidňuje a slibuje ji, že se odtamtud zkusí dostat. Ale během obhlídky kamerou Pablo zastihne vychrtlou postavu, nejspíš ženu, blížící se k nim. Ta kráčí, s kladivem v rukou, do kuchyně, kde se snaží něco najít, během čehož se Pablo s Ángelou pokusí utéct. Bohužel se prozradí a Pablo je napaden. Ángela kameru hledá a přes ní objeví vychrtlou ženu, jak Pabla pojídá. Ta napadne taky Ángelu a kamera s zřítí k zemi. Když se pokouší Ángela kameru znovu zvednout, je s křikem odtažena pryč do tmy.

## Český DVD Dabing
| Herec               | Role            | Dabing           |
| ------------------- | --------------- | ---------------- |
| Manuela Velasco     | Ángela Vidal    | Jana Mařasová    |
| Ferran Terraza      | Manu            | Pavel Vondra     |
| Jorge Serrano       | Joven           | Radovan Vaculík  |
| Pablo Rosso         | Pablo           | Petr Pospíchal   |
| David Vert          | Álex            | Martin Kubačák   |
| Vincente Gil        | Adulto          | Josef Nedorost   |
| Carlos Vincente     | Guillem Marimon | Libor Terš       |
| Carlos Lasarte      | César           | Jiří Prager      |
| Akemi Goto          | Japonka         | Zuzana Ďurdinová |
| Claudia Silva       | Jennifer        | Aneta Talpová    |
| Maria Lanau         | matka Jennifer  | Vanda Konečná    |
| María Teresa Ortega | Abuela          | Kateřina Petrová |

## Natáčení

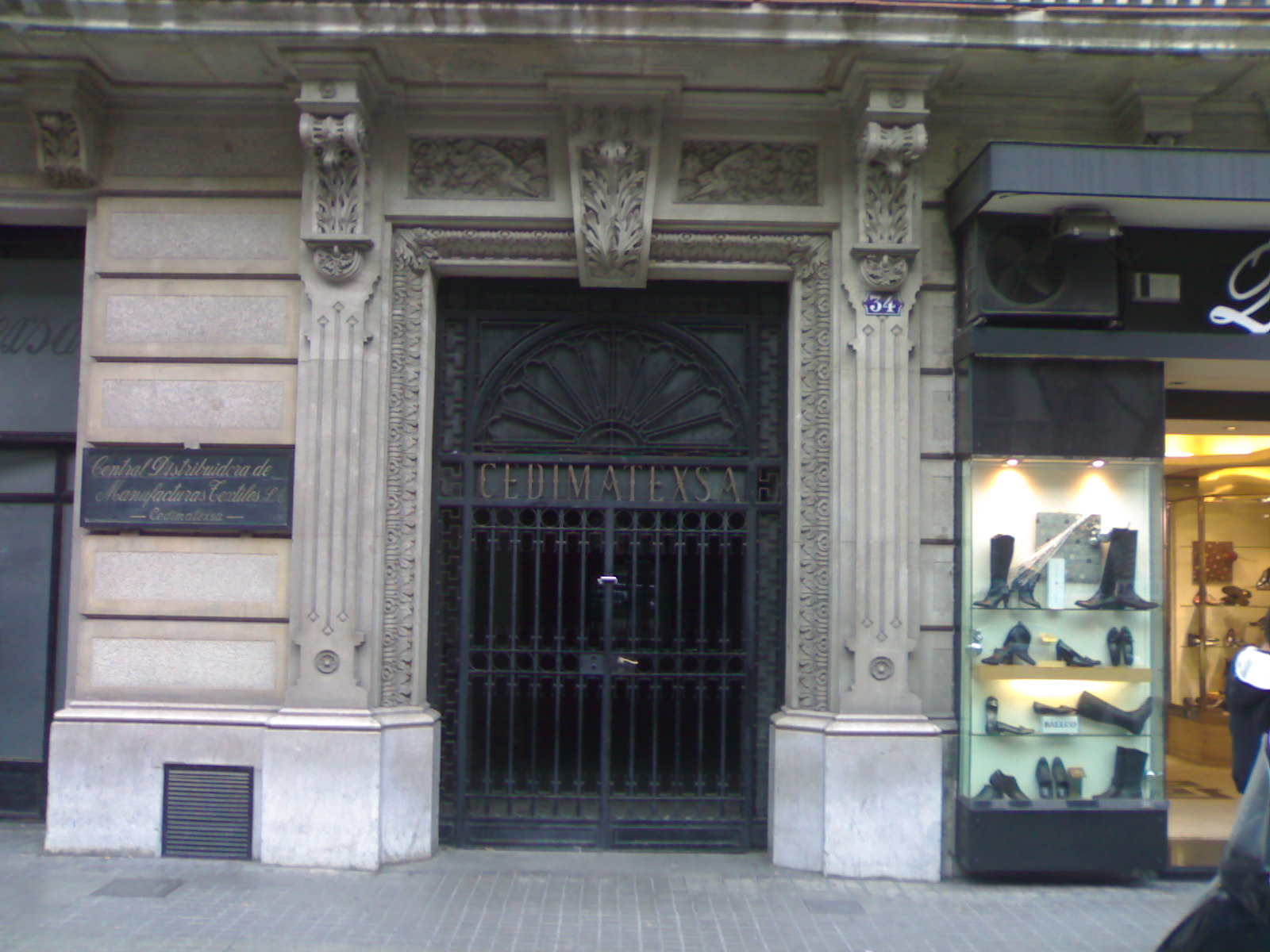
Vchod do činžovního domu, ve kterém se téměř celý děj filmu odehrával, Rambla de Catalunya 34, Barcelona.

Na rozdíl od amerického remake z roku 2008 probíhalo natáčení ve skutečném činžovním domě v Barceloně, bez kulis. Film byl také natáčen chronologicky a v páru scénách herci dokonce improvizovali. Konkrétně ve scéně, kdy požárník Álex spadne ze schodů dolů na podlahu haly, při čemž si herci mysleli, že skutečně došlo ke zranění.

## Remake
V roce 2008 natočil John Erick Dowdle remake tohoto úspěšného filmu s názvem Karanténa, který trvá o jedenáct minut déle.

## Pokračování
Pokračování filmu nese název REC 2, jehož režiséry jsou opět Jaume Balagueró a Paco Plaza. Izolovaný dům plný nakažených zombií navštíví tentokrát spěciální jednotka, která má za úkol doprovázet jistého Dr. Owena za cílem najít krev původce nákazy, kterým je dívka Tristana Medeiros.